# عبد الرحمن بركات
عبد الرحمن بن محمد بركات، هو رجل علم ودين وأدب إسلامي.

## حياته
. والده الشيخ محمد بركات ابن جعفر القصار، وأخوه المحدّث الأديب محمد سليم بركات، هما أيضاً من أعلام دمشق ومن أتباع المذهب الشافعي.
ولد عام 1920 في زقاق الحطاب من حي باب الجابية من مدينة دمشق لأب عالم وفقيه وإمام وخطيب جامع العنابة، ولأم أشرفت عليه أربع سنوات قبل أن تتوفى لتنقل كفالته إلى أخواله من آل عيون بإشراف من والده.

## دراسته
إلتحق عبد الرحمن بكتّاب الشيخ صادق طنطا عندما بلغ السابعة من العمر، حيث بدأت رحلته في طلب العلم وحفظ القرآن الكريم، لينتقل بعدها إلى معاهد العلوم الشريعة للجمعية الغراء حيث التقى بالشيخ عبد الغني الدقر والشيخ علي الدقر وغيرهما من علماء دمشق في تلك الفترة كالشيخ أبي الخير الميداني إلى أن حصل على الثانوية الشرعية، حيث أكمل تحصيله العالي، على حسب مقاييس أهل ذلك الزمان. ثم واظب على طلب العلم في التكية السليمانية بدمشق والمكتبة الظاهرية الوطنية.

## عمله
بدأ عبد الرحمن حياته العملية بالتدريس في المدارس والمؤسسات التعليمية كمعاهد الجمعية الغرّاء والثانوية الشريعة التابعة لوزارة الأوقاف، واللتان كان لهما أثر في النهضة العلمية، إلى جانب توليه عدداً من الوظائف الدينية في مساجد دمشق حيث تدرّج فيها من إمام إلى خطيب إلى مفتش على المنشآت الدينية إلى مدرّس في دار الفتوى ليصبح أمين دار الإفتاء العام في الجمهورية العربية السورية، ويحظى بمكانة دينية رفيعة.

## منهجيته
تميز عبد الرحمن في أسلوب الخطابة والوعظ والإرشاد، وكان يطعّم الفوائد الدينية والأحكام الشرعية بالأخبار الأدبية والشواهد الشعرية الطريفة الموضحة للمعنى التي تبعد السأم عن المتلقين وتجعل الموعظة محببةً إلى نفوسهم. كان إذا أراد النصح والإرشار ألقاه بخبر أو قصة ثم ينتقل بالربط ما بين خبر وخبر وقصة وأخرى حتى يصل بالحكمة والموعظة إلى مبتغاها.

## أسلوبه
تميز عبد الرحمن بأسلوب أدبي سلس ممتنع، فيه العبارة الرصينة والكلمة الأنيقة التي تملأ العقل وتؤثر في القلب وتمتع النفس وتدخل إلى الآذان عذبة رقراقة. وكان رائده في ذلك الحكمة السادرة:
النُّصحُ ثقيلٌ فتخيَّروا لهُ خِفَّةَ البيانِ.

## للأجيال القادمة
استقطب عبد الرحمن حضوراً من كافة أرجاء مدينة دمشق، فكان جامع لالا مصطفى باشا يغص بالمصلين والمؤتمين الذين تتوالى صفوفهم لتقطع حركة السير في شارع بغداد لتصل إلى الطرف المقابل بجوار معهد الحرّية - اللاييك سابقاً.
كان الشيخ عبد الرحمن يلقي الأحاديث الصباحية والندوات الدينية في إذاعة دمشق والتلفزيون العربي السوري منذ بداياتهما وحتى وفاته.
اقتصرت مؤلفاته على ما وضعه من مناهج تعليميه للثانويات الشرعية، وما جمع من حكم وأمثال ومواعظ وأخبار في الجزء الأول من كتيّب حكمة بالغة، وما أعد من بقية الأجزاء غير المنشورة. استقر الشيخ عبد الرحمن في جامع الروضة لمدة تزيد عن الأربعين سنة، بعد تناوب بينه وبين جامع لالا مطفى باشا مع الشيخ الجليل عبد الرزاق الحمصي. حجّ الشيخ عبد الرحمن بيت الله الحرام ست أو سبع وثلاثين حجة، ومثّل الجمهورية العربية السورية محكّماً في مسابقات القرآن الكريم في العديد من الدول العربية والإسلامية.
أطلق عليه البعض لقب أديب الخطباء وخطيب الأدباء لما تمتع به من سمعة عطرة ووقار وتواضع وأدب.

## شعاره
عاش عبد الرحمن حياته مع قول الله تعالى: ( يَرْفَعِ اللَّهُ الَّذِينَ أَمَنُوا مِنْكُمْ وَالَّذِينَ أُوتُواْ العِلْمَ دَرَجَاتٍ واللَّهُ بِمَا تَعْمَلُونَ خَبِيرٌ )
ومع قول الإمام أحمد بن حنبل ـ رحمهُ اللَّهُ تعالى ـ وقد كانَ على كِبَرِ سِنِّهِ يحملُ قِرطاساً والمِحبرةَ , فقيلَ لهُ في ذلكَ , فقالَ : المِحبرةُ إلى المقبُرةِ.
وكان الأمر معه كذلك، ففي اليوم الذي سبق وفاته كان يقرأ عن الإشكاليات ما بين الآيات القرآنية والحكم والأحاديث النبوية.

## مكتبته
إن هذا الأسلوب الذي اعتمده في الخطابة والوعظ والإرشاد كان بحاجة إلى الكثير من القراءة والمطالعة والمراجعة والبحث والغوص في أمهات المراجع، ما جعله يعكف على جمعها واقتنائها، فكان لا يسمع بكتاب صدر أو مخطوطة طبعت إلا وأرسل في إحضارها، حيث ضمت مكتبته الخاصة ما يقوق ثمانمائة عنوان لكتاب أو نشرة أو مرجع والتي قسّمها ما بين منزله في حي المهاجرين وغرفته الخاصة في جامع السادات، أول سوق مدحت باشا، والتي كان له فيها دوام رسمي، يزيد عن ست ساعات، ألزم نفسه به يومياً.
ومن عجائب هذه الغرفة، أنه أقام فيها أيام طلبه للعلم، أيام المشقة وشظف العيش، مع ثمانية من الطلاب، يدرسون فيها ويقيمون وينامون، وعاد إليها ثانية منفرداً بعد خمس وعشرين سنة.

## وفاته
وافته المنية ظهر يوم الإثنين في الساعة الحادية عشرة والنصف، الحادي والثلاثين من شهر تموز من عام ألف وتسعمائة وخمس وتسعين في مصيف الزبداني ونقل إلى دمشق ووري الثرى يوم الثلاثاء في مقبرة باب الصغير بجوار كوكبة من علماء دمشق والصالحين.

## رثاؤه
رثاه الشيخ هشام ابن الشيخ عبد الرزاق الحمصي بعدد من الأبيات التي خطت مرقده:
عبـدٌ إلـى الـرَّحمنِ فـازَ بـرحمةٍ مِن بعدِ جُهدٍ فـي هُدى القرآنِ
خطبَ الأنـامَ نِصفَ قَرنٍ وارتقى وعظـاً وإرشـاداً بِحُسْنِ بـيـانِ
يا ربِّ وارحمْ في الثَّرى بركاتِكُم وانـقـلْهُ منـهُ لـروضةِ الرِّضوانِ
ومراده من قوله: وانقله منه، أي من جامع الروضة.